# オーガスタス・プリンセプ

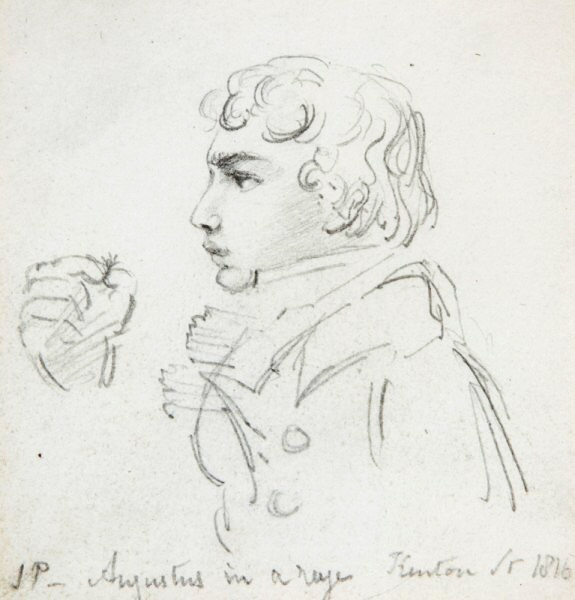
4歳年上の兄ジェームズ・プリンセプによる鉛筆スケッチ、キャプションに「不機嫌なオーガスタス、ケントン［ロンドン・ブルームズベリーのケントン通りの邸宅］にて」とある、1816年

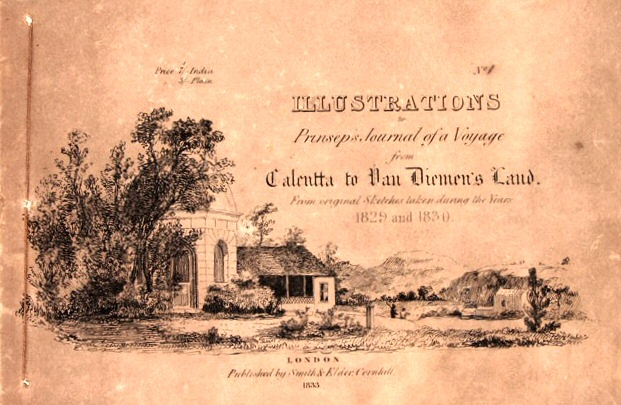
著書『プリンセプのカルカッタ～ヴァン・ディーメンズ・ランド航海日誌』表紙、1833年

オーガスタス・プリンセプ（Augustus Prinsep, 1803年3月31日 - 1830年10月10日）は、イギリスのインド高等文官・作家。死後に出版された『プリンセプのカルカッタ～ヴァン・ディーメンズ・ランド航海日誌（The Journal of a Voyage from Calcutta to Van Diemen's Land）』によって名を残した。

## 生涯
インド高等文官・実業家として成功したジョン・プリンセプと妻ソフィア・エリザベス・オリオールの間の八男・末息子としてロンドンで生まれた。7人の兄のうち、四兄ヘンリー・トービー・プリンセプと七兄ジェームズ・プリンセプもインド官僚の業務の傍ら研究活動に勤しんだことで知られる。
東インド会社カレッジ（現ヘイリーベリー校）で学び、インドに渡る。1822年7月よりカルカッタでイギリス東インド会社で書記として勤務を始める。1827年ジャールカンド地方パラミュ郡の弁務官に昇任。翌1828年6月エリザベス・アクワース・オマニーと結婚。しかし同時期に結核と診断され、医師からインドを出国するよう勧められる。オセアニア州へ転地療養することを決め、船旅のあいだ航海日誌を付けると同時に、妻への手紙を書き続けた。彼はバタヴィアを経由して1829年9月にヴァン・ディーメンズ・ランド（現タスマニア州）に到着した。彼は快癒を望んでさらに別地域への船旅に出て、船上にて27歳の若さで病死した。未亡人は彼の日誌を書籍化し刊行した。
『スペクテイター』は「この短い愉快な本は遠方の植民地に関する最新の情報を我々に与えてくれる。著者の文体は率直で偽りがなく、同書は唯一無二と呼べる価値を持っている。著者は東洋に関する権威というわけでないのに、同書は貴重な情報の宝庫である」と評した。同誌はまた著者が「完全に公平な観察者」であるがゆえに同書の「価値を高めた」と賞している。

## 著書
- The Journal of a Voyage from Calcutta to Van Diemen's Land: Comprising a Description of that Colony During a Six Months' Residence. From Original Letters, Selected by Mrs A. Prinsep, Smith, Elder, And Co., 1833.

## 引用・脚注
1. ↑  Matthew, H. C. G.; Harrison, B., eds. (23 September 2004). “The Oxford Dictionary of National Biography”. Oxford Dictionary of National Biography (英語) (online ed.). Oxford University Press. pp. ref:odnb/22811. doi:10.1093/ref:odnb/22811. 2019年12月28日閲覧. (要購読、またはイギリス公立図書館への会員加入。)
2. ↑  “Augustus Prinsep”.   Design&Art Australia Online. 2017年1月22日閲覧。
3. ↑   The Spectator. F.C. Westley. (1833). p. 89